# Kanton Saint-Renan
Saint-Renan is een kanton van het Franse departement Finistère. Het kanton maakt deel uit van het arrondissement Brest.

## Gemeenten
Het kanton Saint-Renan omvatte tot 2014 de volgende 12 gemeenten:
- Le Conquet
- Guipronvel
- Île-Molène
- Lampaul-Plouarzel
- Lanrivoaré
- Locmaria-Plouzané
- Milizac
- Plouarzel
- Plougonvelin
- Ploumoguer
- Saint-Renan (hoofdplaats)
- Trébabu

Bij de herindeling van de kantons bij decreet van 13 februari 2014, met uitwerking op 22 maart 2015, werden daar volgende 6 gemeenten aan toegevoegd:
- Brélès
- Lanildut
- Ouessant
- Plourin
- Porspoder
- Tréouergat

Op 1 januari 2017 werden de gemeenten Guipronvel en Milizac samengevoegd tot de fusiegemeente (commune nouvelle) Milizac-Guipronvel.